# Aleksandr Zasuchin
Aleksandr Fiedosiejewicz Zasuchin (ros. Александр Федосеевич Засухин, ur. 15 lipca 1928 w Swierdłowsku, zm. 15 sierpnia 2012) – radziecki bokser, dwukrotny wicemistrz Europy.
Zasadniczo walczył w wadze piórkowej (do 57 kg), jednak na igrzyskach olimpijskich w 1952 w Helsinkach wystąpił w wadze lekkiej (do 60 kg). Po pokonaniu w pierwszej walce Séraphina Ferrera z Francji w następnej uległ Brytyjczykowi Freddiemu Reardonowi.
Zdobył srebrny medal w kategorii piórkowej na mistrzostwach Europy w 1953 w Warszawie, gdzie po wygraniu dwóch walk przed czasem przegrał w finale z Józefem Krużą. Ponowił ten sukces na mistrzostwach Europy w 1955 w Berlinie Zachodnim. Po wygraniu trzech pojedynków uległ w finale Thomasowi Nichollsowi z Anglii.
Był mistrzem ZSRR w wadze koguciej (do 54 kg) w 1950 oraz w wadze piórkowej w 1954, 1956 i 1957, a także wicemistrzem w wadze piórkowej w 1952 i brązowym medalistą w 1953.
W 1958 otrzymał tytuł Zasłużonego Mistrza Sportu ZSRR. Po zakończeniu kariery pracował naukowo w Krasnodarskim Instytucie Kultury Fizycznej dochodząc do stanowiska profesora.
Jego młodszy brat Aleksiej również był bokserem, wicemistrzem Europy z 1961.